# Miss Venezuela 1978
El Miss Venezuela 1978 fue la vigésima quinta (25º) edición del certamen Miss Venezuela, la cual se celebró en el Club de Suboficiales de las Fuerzas Armadas en Caracas, Venezuela, el 28 de abril de 1978, después de varias semanas de eventos. La ganadora del concurso fue la representante del estado Guárico, Marisol Alfonzo, quien fue coronada por su antecesora, Cristal Montañez, y fue transmitido por Venevisión.

## Polémica por la elección de Marisol Alfonzo
El triunfo de Marisol Alfonzo es considerado como uno de los más controversiales en la historia del certamen por haber vencido a las favoritas Patricia Tóffoli (Miss Falcón) y María Trinidad Araya (Miss Aragua) -hasta el punto de haber sido catalogada por algunos como La Miss Venezuela más fea de la Historia- y, para empeorar las cosas, causó mucha indignación el hecho que ella era hijastra de Carlos Rodríguez Herrera, miembro del Comité Venezolano de la Belleza desde 1961 y además el presidente de Fedecámaras en aquel entonces; lo que provocó la ira entre los asistentes -incluyendo a varias concursantes y sus familiares- quienes, tras la coronación, comenzaron a abuchearla e insultarla y, aunado al hecho de que en las afueras del Club de Suboficiales un grupo de personas se reunieron para insultarla e intentar lanzarle tomates, ella tuvo que salir escoltada del lugar. Sin embargo parte de la prensa de la época terminó considerando su triunfo como justo ya que Alfonzo, además de que poseía una personalidad firme, don de gente y hablar suave, era culta, refinada y con una buena dosis de sencillez.

## Resultados
| Resultado                          | Candidata                   |
| ---------------------------------- | --------------------------- |
| Miss Venezuela 1978                | - Guarico — Marisol Alfonzo |
| Miss Mundo Venezuela 1978          | - Falcón — Patricia Tóffoli |
| Miss Internacional Venezuela 1978  | - Anzoátegui — Doris Fueyo  |
| Miss Young Internacional Vzla 1978 | - Lara — Liliana Mantione   |

### Premiaciones especiales
| Premio                                                                      | Candidata Ganadora       |
| --------------------------------------------------------------------------- | ------------------------ |
| Miss Fotogénica (electa por el Círculo de Reporteros Gráficos de Venezuela) | Apure — Carmen Hernández |
| Miss Simpatía                                                               | Táchira — Sandra Guevara |
| Miss Amistad                                                                | Zulia — Isabel Martínez  |

## Candidatas Oficiales
| Estado              | Candidata                                     |
| ------------------- | --------------------------------------------- |
| Anzoátegui          | Dora María «Doris» Fueyo Moreno               |
| Apure               | Carmen Hernández                              |
| Aragua              | María Trinidad Araya Vargas                   |
| Barinas             | Linda Barone García                           |
| Bolívar             | Mara Marino Gutiérrez                         |
| Carabobo            | Selirta Susana Barrios                        |
| Departamento Vargas | Rita Briceño Caveda                           |
| Distrito Federal    | Mary Carmen Larred                            |
| Falcón              | Katy Patricia Tóffoli Andrade                 |
| Guárico             | Marisol Coromoto Alfonzo Marcano              |
| Lara                | Liliana Mantione Rizzo                        |
| Mérida              | Elba Elena Santander                          |
| Miranda             | Maritza Poleo                                 |
| Monagas             | María Graciana «María Gracia» Potts Rodríguez |
| Nueva Esparta       | Minerva Gamboa Martín                         |
| Sucre               | Zaida Asunción Hurtado Croes                  |
| Táchira             | Sandra Judith Guevara                         |
| Trujillo            | Ninoska Cristancho                            |
| Zulia               | Isabel Martínez                               |

## Participación en concursos internacionales
- Marisol Alfonzo asistió, sin éxito, al Miss Universo 1978 en Acapulco, México y al Reinado Internacional del Café 1979 en Colombia y tampoco logró figuración.
- Patricia Tóffoli fue una de las semifinalistas del Miss Mundo 1978 en Inglaterra.
- Doris Fueyo participó en el Miss Internacional 1978 en Japón, pero no clasificó.
- Liliana Mantione participó sin éxito en el Miss Young International 1978, en Japón y en el Miss Teenager Intercontinental 1978.
- Zaida Hurtado fue 3ª Finalista en el Maja Internacional 1978.

## Eventos posteriores y Notas
- Marisol Alfonzo (Guárico) abandonó la vida pública tras entregar su corona y, posteriormente, casarse y ser madre. Actualmente es abogada.
- Patricia Tóffoli (Falcón) desarrolló una excelente carrera como modelo y actriz de televisión. Vive en el estado de Texas, Estados Unidos.
- Doris Fueyo (Anzoátegui) desarrolló una carrera como modelo y presentadora de televisión. Vive en España.
- Mary Carmen Larred (Distrito Federal) y María Gracia Potts (Monagas) posteriormente trabajaron como modelos durante las transmisiones del Campeonato Mundial de Fútbol Argentina 78 en RCTV.
- Esta edición del Miss Venezuela fue la última en ser transmitida en blanco y negro.